# Вуковићи (Хаџићи)
Вуковићи су насељено мјесто у општини Хаџићи, Босна и Херцеговина.

## Становништво
|             | 2013.        | 1991.         | 1981.         | 1971.         |
| Укупно      | 215 (100,0%) | 235 (100,0%)  | 236 (100,0%)  | 223 (100,0%)  |
| Бошњаци     | 215 (100,0%) | 232 (98,72%)1 | 233 (98,73%)1 | 223 (100,0%)1 |
| Остали      | –            | 3 (1,277%)    | –             | –             |
| Хрвати      | –            | –             | 2 (0,847%)    | –             |
| Југословени | –            | –             | 1 (0,424%)    | –             |

1. 1 На пописима од 1971. до 1991. Бошњаци су пописивани углавном као Муслимани.